# Elnon
Elnon är ett vattendrag i Belgien. Det ligger i den västra delen av landet, 80 km sydväst om huvudstaden Bryssel.
Trakten runt Elnon består till största delen av jordbruksmark. Runt Elnon är det tätbefolkat, med 511 invånare per kvadratkilometer.